# Pilar (Paraguai)

Pilar é a capital do departamento Ñeembucú. Possui uma população de 29.327 habitantes. Sua economia é baseada na Indústria têxtil.

## Transporte
O município de Pilar é servido pelas seguintes rodovias:
- Caminho em terra ligando a cidade ao município de Tacuaras
- Caminho em terra ligando a cidade ao município de Laureles
- Ruta 04, que liga a cidade de Paso de Patria ao município de San Ignacio Guazú (Departamento de Misiones). [1][2][3]